# Archimonocelis puertoricana
Archimonocelis puertoricana är en plattmaskart som beskrevs av Martens och Curini-Galletti 1993. Archimonocelis puertoricana ingår i släktet Archimonocelis och familjen Archimonocelididae.
Artens utbredningsområde är Karibiska havet. Inga underarter finns listade i Catalogue of Life.